# Labyrinthodontia
Labyrinthodontia é uma sub-classe de anfíbios extinta, constituída por alguns dos animais dominantes da era Paleozoica e Mesozoica.
O nome Labyrinthodontia é devido à formação interna de seus dentes, que, em um corte transversal, revelavam um formato labiríntico.

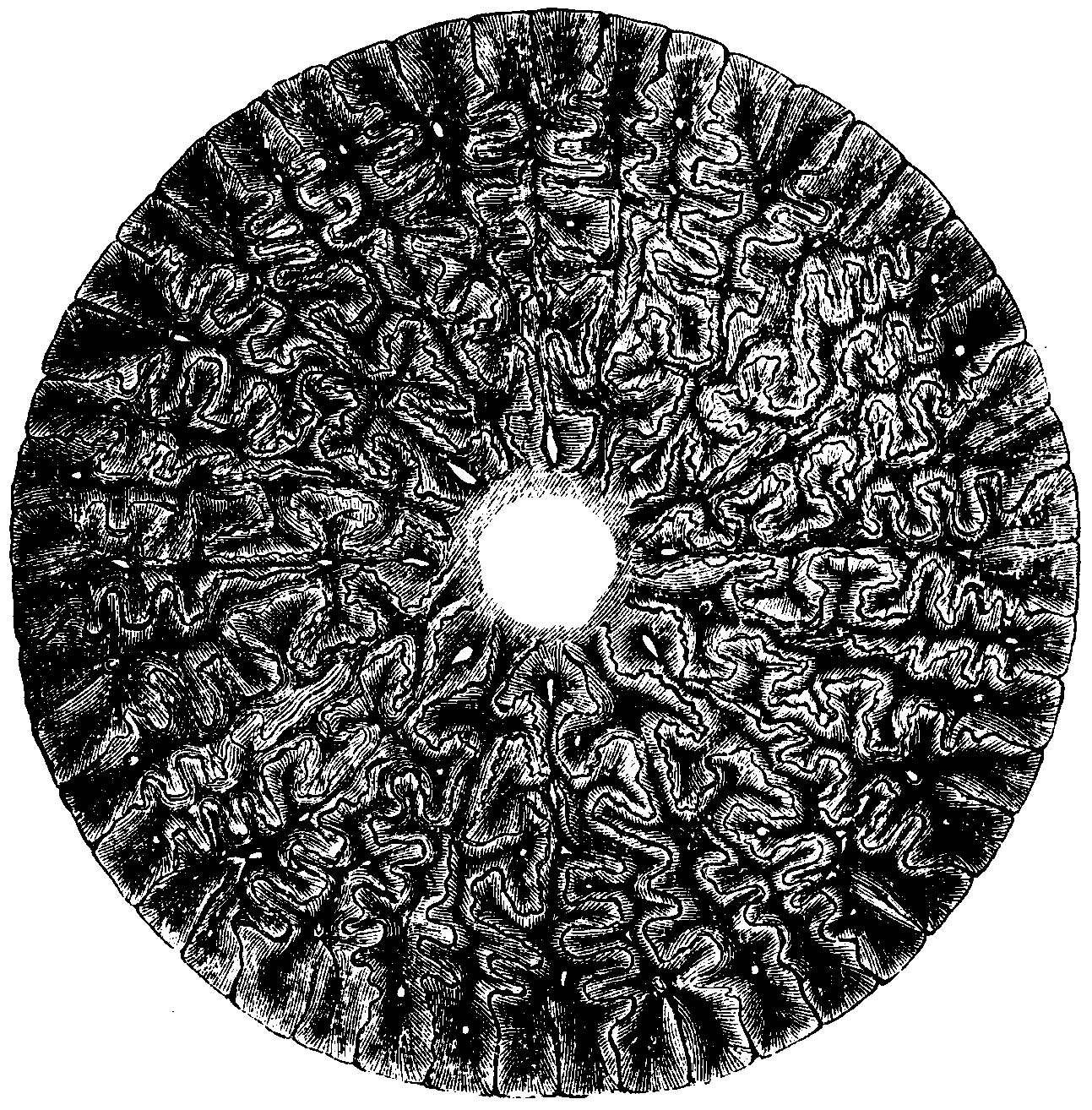
Seção transversal do dente de um Labyrinthodontia.

Eram animais grandes e fortes, com pernas que chegavam a 1 metro de comprimento. Possuíam cinturas pélvicas e escapulares fortes.
Tinham cauda semelhante à de um peixe e linha lateral, indicando que esse grupo deveria passar muito tempo dentro da água. As costelas eram muito fortes (ao contrário do que acontece com as espécies atuais, cujas costelas são pequenas e muitas vezes fundidas às vértebras). Essas costelas fortes  seriam importantes para prevenir o colapso dos pulmões quando o animal estivesse no meio terrestre. Eles possuíam também escamas, o que, juntamente com seu grande tamanho, indica que talvez sua respiração cutânea não fosse muito eficiente.
As espécies atuais pertencem à sub-classe Lissamphibia, que inclui todos os anfíbios hoje existentes. O mais antigo fóssil que se relaciona aos anfíbios atuais é o Triatobatrachus, do Triássico Inferior (cerca de 250 M.a.). Possuía o crânio largo como o de um sapo, e o esqueleto axial mais parecido com uma salamandra. Não possuía cauda e talvez tivesse a capacidade de saltar.

## Ordens
- Ichthyostegalia (Devoniano Superior) - Ichthyostega
- Temnospondyli (Carbonífero-Triássico)
- Anthracosauria (Carbonífero-Permiano)
- Reptiliomorpha (Répteis primitivos)